# プリティーリズム・オーロラドリーム
『プリティーリズム・オーロラドリーム』（Pretty Rhythm: Aurora Dream、略称・PRA）は、タカラトミーとシンソフィアが共同開発したアーケードゲーム『プリティーリズム』を原作とする日本のテレビアニメ。また、テレビアニメと設定を共有している藤実リオによる漫画作品。
キャッチコピーは「なりたい自分にプリズムジャンプ!」。

## 概要
タカラトミーと韓国の玩具メーカー・ソノコンが2011年1月より開始した業務提携に基づき製作された。ただし、過去にタカラトミーの前身の1社・タカラとソノコンが共同出資して製作された『爆転シュート ベイブレード』シリーズや『爆球Hit! クラッシュビーダマン』のようなスタッフを含めた日韓合作体制ではなく、メインスタッフは全て日本側から出されている。
日本では2011年4月9日から2012年3月31日までテレビ東京系6局およびBSジャパンにて放送。当初は2011年4月2日から放送開始予定であったが、3月11日に発生した東日本大震災の影響により1週遅れて4月9日からの開始となった。また、話数は「全54話」とアナウンスされていたが、放送開始のずれ込みや年末編成で12月31日（この日が大晦日であったため）の放送を休止した影響なども有り、実際の放送は当初の発表話数より3話少ない全51話となった。
3人組の声優ユニット・LISPが主人公3人の声を演じると共に主題歌も担当しており、2011年7月のLISP活動休止後は引き続き3人が演じる劇中のユニット・MARs名義で活動している。通常シーンは2D絵だが、ダンスシーンは3DCGによるトゥーンレンダリングで描かれる。第12話までストーリーに絡まないその他大勢の人物などは台詞の有無に関わらずほぼ全員がシルエットのみで描かれている。
横浜市西区と中区がメインの舞台となっており、ランドマークタワーを中心に赤レンガ倉庫（第6・14・30話）や中華街（第3話）、山下公園（第9話）などみなとみらい地区や関内・桜木町一帯の風景がロケーションに多用されている。2011年7月23日放送の第16話では、元町ショッピングストリートに実在する店舗が話中に登場するコラボレーションが実施された。

### 実写パート
番組中では本編であるアニメパート以外に実写パートが挿入されており、女児を対象にゲームの攻略方法などの情報を提供している。第1クール（第1 - 13話）はファッション、第2クール（第14 - 26話）はダンス、第3クール（第27 - 39話）は歌唱のトレーニングが主なテーマとなっていたが、第4クール（第40話 - ）に関しては番組を通じて結成されたユニット・Prizmmy☆の活動レポートが中心となっている。
実写パートの挿入箇所は第1 - 19話（13話除く）と第20話以降（26話除く）では以下のように変更されている。
- 第1 - 12・14 - 19話：オープニング[注 3] → 提供クレジット → CM → 実写パート前半 → 本編Aパート → CM → 本編Bパート → CM → 実写パート後半 → エンディング → 次回予告
- 第20 - 25・27話 - ：オープニング → 提供クレジット → 本編Aパート → CM → 本編Bパート → 実写パート前半 → CM → 実写パート後半 → エンディング → 次回予告

なお、DVD収録版およびニコニコチャンネル他（一覧は#放送局参照）で実施されている動画配信では、実写パートの前半部分はカットされている。
出演者
アッキーナ（南明奈）
「プリズムナビゲーター」の肩書きで前半パートのみ不定期出演。プリズムメイツに対するアドバイザーの役回りであり、出演しない場合はプリズムメイツに対してメールでファッションやダンスに関する「課題」を出している。
プリズムメイツ → Prizmmy☆
第1 - 第3クールにかけてはれいな（久保玲奈）・みあ（日下部美愛）・かりん（髙橋果鈴）の3人の子役で構成されるユニット「プリズムメイツ」がアッキーナの指導やメールで送られて来る課題をクリアしながらファッションについて学習したりダンスの練習に取り組んでいた。その結果、第39話では最終試験を経て新メンバー・あやみ（瀬間彩海）が加入し、新ユニット「Prizmmy☆」としてデビューすることになった。
JUBI
第15話から19話まで登場したダンスコーチ。バトポンを使用したダンスの実演を行う。また、第15話前半のみアシスタントのMIHOも出演していた。
東京女子流
第2クールのエンディング曲を歌っているアイドルグループ。第21話で特別コーチとして出演。第45話ではデビューが決定したPrizmmy☆を激励するために特別ゲストとして再度、出演した。
芽芽
第27話から第39話まで登場した歌のコーチ。ボイストレーニングを担当する。

### 漫画
『ちゃお』2011年4月号から2012年3月号まで連載された。アニメと連動した内容となっており、登場人物の設定もアニメに準拠しているが本編や『りぼん』連載版（後述）よりもファッションに重点を置いた内容となっている。
また、ちゃお版とは別に小学館の雑誌『ぷっちぐみ』では2011年5月号から2012年4月号までたちばな真未の作画で、同じく『小学一年生』では2011年6月号から2012年3月号までかなき詩織の作画でアニメ版を幼児向けに再構成した漫画が連載された。この2作に関しては、2012年度も同じ雑誌（『小学一年生から『小学二年生』への繰り上がりは無し）・同じ作者で第2期『プリティーリズム・ディアマイフューチャー』へ連載が引き継がれている。

### ゲームおよびりぼん版との相違点
本作はゲームのアニメ化・漫画化作品ではあるものの、原作ゲームおよび集英社『りぼん』で連載されている朝吹まり作の漫画（以下「りぼん版」）とは設定が大きく異なっている。
ゲームにおいてあいらはシーズン4（2011年4月）から、みおんはシーズン7（2011年12月）からそれぞれ追加されたプレイヤーキャラクターであるのに対し、りずむはシーズン1（2010年7月）からのプレイヤーキャラクターである。こうした登場時期の相違により、りぼん版ではりずむを主人公としているのに対してアニメではMARsのあいら・りずむ・みおんを主人公としつつ、あいらを中心にストーリーが展開している。りずむと同様にシーズン1からのプレイヤーキャラクターで、りぼん版ではりずむとチーム「アスタリズム」を組んでいるセレナとかのん（りぼん版では「花音」）は、本作では第20話よりライバルキャラクターとして登場している。また、りずむの母・そなたに関する設定もゲームやりぼん版とアニメでは大きく異なっている。
りぼん版では「プリズムスケート」と呼ばれるスケートリンク上に限らず公道などどんな場所でも滑走可能な特殊スケート靴が使用されているが、本作ではスケートリンク以外を滑走する描写は無くスケート靴に関する解説もオーロラライジングを飛ぶために必要とされるアイテムの1点であるピュアクリスタルハイヒールを除いては、特になされていない。また、りぼん版では漫画オリジナルのプリズムジャンプも多数登場しているが、アニメでは原則としてゲーム中に登場するジャンプが使用されており、アニメオリジナルのジャンプも大半がゲームに登場するジャンプの派生形となっている（後述）。
ゲームおよびりぼん版ではブロンズ・シルバー・ゴールド・プラチナ・プリズムクイーンの5段階のランクが存在するが、本作ではこのランクに関する設定は特に存在しない。これに伴い、りぼん版でランク獲得のために必須条件とされているプリズムスクールへの通学も義務化されておらず、個々の事務所がプリズムスタァ育成のためにスクールを開設している。なお、実写パートにおいてはプリズムメイツのファッションやダンスに関する知識の習熟度をゲームに基づいたランクで表している。

## ストーリー
「ダンススケート」「おしゃれコーデ」「歌」の三要素を組み合わせた新形態の競技・プリズムショー。このショーに出演するプリズムスタァは世間の憧れの的であり、女子プリズム界では多くのプリズムスタァ達がその頂点に立つプリズムクイーンの座を目指して日々、切磋琢磨している。
中学2年生でおしゃれが大好きな女の子・春音あいらは父に頼まれた買い物の途中でブティックに立ち寄り、マネキンを店員に無断でコーディネートしていた所をプリズムスタァ専門の芸能事務所・プリティートップのマネージャーである青年・滝川純に見出され、プリズムスタァとしてのデビュー直前にステージから忽然と姿を消したカリスマ読者モデル・高峰みおんの代役としてプリズムショーに出演して欲しいと要請される。
運動神経に自信が無く戸惑うあいらに対し、純は「プリズムジャンプは心の飛躍。プリズムジャンプに運動能力は関係ない」と、あいらが持つ天性のファッションセンスが有れば必ずプリズムジャンプが飛べると激励。こうして、あいらは12年前に伝説のプリズムクイーン・神崎そなたが一度だけ飛んだ幻のジャンプ・オーロラライジングを飛ぶことを目標とするプリティートップのダンススクール練習生・天宮りずむと共に、右も左もわからないままプリズムスタァとしての第一歩を踏み出すことになり、みおんの帰国を境にMARｓを結成し、3人はスターへの階段を上り始め、物語も大きく動きだす。

### ちゃお版のストーリー
父親の転勤で横浜へ引っ越して来た中学2年生の南梨ふれあはランドマークプラザのブランドショップ・Prism Stoneの店内で新人プリズムスタァのあいらと出会い、仲良くなったことを契機としてファッションに興味を抱くようになる。そんな折、ふれあは男子プリズム界のトップスター・CallingsのリーダーでPrism StoneのデザイナーでもあるショウからPrism Stoneが開催するデザインコンテストへの応募を薦められる。
アニメでは第31話にゲストキャラクターとしてふれあ（声 - 福原香織）が登場し、漫画の第2 - 4話をベースにしたエピソード内容となっている。ただし、デザインコンテストの結果については漫画と異なっている。また映像特典「プリズム笑劇場」第31話にはふれあ・なのか・なずなの3人が登場している。

## 登場人物
MARs（マーズ）
プリズムスタァ専門の芸能事務所・プリティートップに所属する春音あいら・天宮りずむ・高峰みおんの3人で構成されるユニット。カリスマ読者モデルからプリズムスタァに転身したみおん、プリズムショーの世界とは全く無縁であったが、みおんの代役として急遽スカウトされたあいら、伝説のプリズムスタァ・神崎そなたの一人娘であるりずむ、と3人それぞれが全く異なる出自を持っている。ユニット名は3人の名前（Mion・Aira・Rizumu）の頭文字を取って命名された。第37話ではピュアクリスタルハイヒールカップで優勝し、トライスターの称号を獲得している。
ロゴマークは「M」が星・「A」がプリズムストーン・「R」が8分音符（♪）を表しており「M」の左側の棒と「s」がそれぞれ半円を作って形成された円の右上から矢印を伸ばして火星（英語で「Mars」）の記号（♂）を象っている。
Callings（コーリングス）
プリズムスタァ専門の芸能事務所・プリティートップに所属する男子プリズムスタァであるショウ・ヒビキ・ワタルの3人で構成されるユニット。3人とも高校1年生。男子プリズム界ではトップレベルの人気と実力を兼ね備えている。作中では、プリズムスタァの良き先輩として新人のあいら達を温かく見守り、プリズムショーの世界に関する色々な知識をあいら達に教える役回りでもある。詳細はプリティーリズムの登場人物#Callings（コーリングス）を参照。
せれのん
共に京都出身である城之内セレナと藤堂かのんの2人で構成されるコンビ。かのんはCallings・ヒビキの妹。セレナは城之内コンツェルンの財閥令嬢。あいら達にとっては初めてとなる外部の強力なライバルとしてサマークイーンカップで立ちはだかり、決勝では圧倒的な技量を見せ付けて予選段階の2位から逆転優勝を果たしてピュアホワイトウェディングを手中に収めた。その実力は、みおんをして己の無力さを痛感させ、彼女に初めての挫折を味わわせたほどであったが、ピュアクリスタルハイヒールカップでは特任コーチの神崎そなたが連れて来た久里須かなめとの連携においてアクシデントが発生し5位に終わる。第4クールのプリズムクイーンシリーズではプリズムクイーンカップへの出場には僅かに及ばず、最終話では所属事務所の廃業（倒産）に伴いプリティートップへ移籍（いわゆる首都圏へ進出）することになった。
漫才の方では第32話において「ドリームエンタ・漫才グランプリ」で優勝を逃した後、紆余曲折を経て浅草のベテラン浪曲漫才師・中山しずこ師匠（声 - 京田尚子）に弟子入りを認められ3人で活動している。

### 主要担当声優
- 春音あいら - 阿澄佳奈
- 天宮りずむ - 原紗友里
- 高峰みおん - 片岡あづさ
- ショウ - 近藤隆
- ヒビキ（藤堂ヒビキ） - KENN
- ワタル - 岡本信彦
- 滝川純 - 千葉進歩
- 阿世知今日子/ラビチ - 早水リサ
- 城之内セレナ - 米澤円
- 藤堂かのん - 明坂聡美
- ペンギン先生/山田山夫 - 三宅健太
- 春音ヒロシ - 佐々木望
- 春音おみ/ベアチ - 日高のり子
- 春音いつき/ネコチ - くまいもとこ
- ケイ - 沢海陽子
- ナレーション/赤井めが姉ぇ/久里須かなめ - 伊藤かな恵

## 用語
プリズムショー
「ダンススケート」「おしゃれコーデ」「歌」の三要素を組み合わせた新形態の競技。男子・女子それぞれの種目が存在する。プリティートップ社長・阿世知今日子は第7話で「競技人口は全世界に100万人以上」と述べており、少なくともあいら達が生まれるより以前からプロの業界が存在している（ディアマイフューチャーの第27話によると、少なくとも50年前には既に存在していたという）。発祥の経緯などについては作中では明らかにされていない。
プリズムスタァ
プリズムショーの競技者。ショーの三要素のいずれか一つに秀でていれば、あいらがデビュー直後に卓越したファッションセンスで「服の力を引き出す」ことにより弱点であった運動能力をカバーしたようにスターとなれる可能性が存在するが、女子プリズムスタァの頂点に立つプリズムクイーンの地位を得るには三要素の全てを満たさなければならないとされる。
なお、前述の通りりぼん版では専門の養成施設・プリズムスクールに通学してプラチナランクの練習生が資格試験を受けた後にプリズムスタァとしてデビューすることになっているが、本作ではあいらがデビュー後しばらく「飛ばないプリズムスター」と報道で揶揄されていたように、専門的な資格を取得せずともデビュー自体は可能と見られる。
プリズムストーン
ハート型のジュエリーを模した特殊な石。それぞれの石に対応した衣装のデータがインプットされており、プリズムスタァだけが入れる「プリズムショーの世界」と呼ばれる特殊な空間で衣装担当者（プリティートップの場合は赤井さん）にストーンを預け、データを読み取って衣装をアウトプットする。
プリティートップが商品展開している同名のファッションブランドについては後述。
プリズムジャンプ
プリズムスタァだけが飛べる特殊なジャンプ。詳細は後述。
カラット
プリズムショーの競技会において、競技者の得点を表す単位。競技会では複数名の審査員がダンス・コーデ・ジャンプの3点について採点を行うが、フィギュアスケートのような満点の状態から減点して行く採点方式ではなく、上限を設けずに得点を加算して合計点を争う方式となっている（ハイヒールカップなど一部に例外有り）。
スターオーラ
プリズムスタァが自身の能力を最大限に引き出し、一種のゾーン状態となった際に発動するオーラ。ティアラカップ決勝ではあいらが偶然この状態を発動して新ジャンプを決めたことが逆転優勝に繋がったが、その直後に登場したみおんは最初から当然のようにスターオーラを発動させている。
バトポン
第14話より登場した、トワリング用のバトンとポンポンを組み合わせた道具。グリップを切り離せば把手の付いたポンポンとなり、接合させればバトントワリングに使える。デュオの大会であるサマークイーンカップにおいて、新年度より参加者に使用が義務付けられている。同名のスポーツとは無関係。
MARsが使用しているバトポンはタカラトミーから発売されているものと同様にグリップは半透明であるが、せれのんが使用しているバトポンはグリップが黒い。
スケート座（スケートざ）
プリズムショーの世界で昔から語り継がれている幻の星座。スケートの女神を象っているとされる星座で、たまにしか見ることができないと言われるが、この星座が輝く日に生まれた子供はスケートの女神に祝福されるという伝説があり、14年前にあいらとりずむが生まれた日にも燦然と輝いていたという。また、りずむの母・神崎そなたが生まれた日にもやはりスケート座が輝いていたという。ちなみに、みおんはあいらとりずむよりも半年早い3月3日生まれだが、純の説明ではその日にも南半球（みおんの出生地・ブエノスアイレス）でスケート座が輝いていたとされ、あいら・りずむ・みおんは3人ともスケートの女神の祝福を受けていることになるという。
南米・アルゼンチンの奥地にはかつてスケート座の女神が降臨したという伝承の残る古代文明の遺跡が存在し、みおんは第45話で純に連れられて実際に現地を訪れた。
ウェディングコーデ
ティアラ・ウェディングドレス・ハイヒールの3点で構成されるウェディングコーデは女子プリズム界において最上位のセットとして扱われており、第9話における純の説明ではピュアクリスタルティアラ・ピュアホワイトウェディング・ピュアクリスタルハイヒールを揃えることが幻のプリズムジャンプ・オーロラライジングを成功させる必要条件とされている。また、ピュアホワイトシリーズ以外にもピュアフレッシュシリーズ・ピュアプレミアムシリーズなど様々な種類のウェディングコーデが存在し、それらのコーデは冬季に開催されるプリズムクイーンシリーズの各大会で優勝したプリズムスタァに授与される賞品となっている。
城之内コンツェルン
大阪を拠点に、国内外で多角的な事業を展開しており、その範囲は日用品や食品などの身近な製品から、人工衛星の開発・打ち上げ、城の建設、たこ焼きの販売、さらにはプリズムショーに関連する衣装の制作・販売にまで及ぶ。大阪から世界へとビジネスを拡大していることで知られる。

### Prism Stone
Prism Stone（プリズムストーン）は、プリティートップがランドマークプラザに出店しているブランドショップ。Callingsのショウがブランド専属のファッションデザイナーを務めている。また、ちゃお版の主人公・ふれあがあいらと出会い、仲良くなったことでデザイナーを志す契機となった場所でもある。アニメと連動して立ちあげられた同名のファッションブランド・店舗についてはPrism Stoneを参照。

## 大会
本編中では、プリズムスタァが一堂に会してコーデのセンスやダンス・ジャンプの完成度を競う様々な大会が開催されている。また、ゲームのプレイヤーを対象に実施される大会には、アニメと連動して開催されるものが存在する（プリティーリズム#イベントを参照）。
ティアラカップ（第11 - 12話）
新人プリズムスタァの登竜門とされる大会。優勝者にはピュアクリスタルティアラが授与される。
過去には伝説のプリズムクイーン・神崎そなたがこの大会での優勝により注目を集め、スターダムを駈け上がる契機となったことで知られている。予選は第一審査がコーデ、第二審査がダンスおよびプリズムジャンプを対象に行われ、決勝ではコーデ・ダンス・ジャンプの三点について総合審査が行われる。
サマークイーンカップ（第20 - 21話）
2人1組のデュオで演技を競う大会。優勝したチームにはピュアホワイトウェディングが授与される。
新年度より規定が更新され、競技者にバトポンの使用が義務付けられるようになった。予選は規定演技・決勝はフリー演技でコーデの相性・ダンス・ジャンプのシンクロ率の3点を対象に審査が行われる。他の大会と異なり、審査員だけでなく観客も採点に参加することが大きな特徴となっている。
本編中に登場した会場はパシフィコ横浜であり、第20話の放送当日（8月20日）と翌日（8月21日）には同じ会場で実際に「ちゃおサマーフェスティバル2011東京会場」内のイベントとしてサマークイーンカップ（ゲーム大会）が開催されている。
ピュアクリスタルハイヒールカップ（第37話）
国立代々木競技場第一体育館で開催された、3人1組のトリオで演技を競う大会。優勝したチームには「トライスター」の称号とピュアクリスタルハイヒールが授与される。採点は1万点を満点とする減点方式で、予選は無くエントリーしたチーム全てが一発勝負で演技を披露する。バトポンの使用は各チームの任意だが、第37話で参加したチームは全て使用していた。
大会の司会・進行役でテレビ東京『おはスタ』の「おもちゃのチェチェチェック」でのゲーム情報紹介や、ゲーム大会のMCを務めている「プリティーガール タッキー」こと竹谷祥が本人（MCタッキー）役で特別出演した。
ニューイヤーカップ（第40話）
新年の最初に開催され、プリズムクイーンシリーズの前哨戦的な位置付けとなっているソロ大会。
アルゼンチンカップ（第45話）
毎年2月にアルゼンチンの首都・ブエノスアイレスで開催される大会。
ワールドチャンピオンシップ（第13話）
かつて開催されていた、女子プリズム界の頂点・プリズムクイーンを決める最高位の大会。神崎そなたと阿世知今日子がクイーンの座を賭けて激戦を繰り広げた大舞台であり、両者の対戦結果は1勝1敗となっている。この大会が現在のプリズムクイーンカップの前身に当たる大会なのか、或いは全く別の大会であるのかは明らかになっていない。また、男子部門の有無や男子にも同様の大会が存在するか否かは不明である。

### プリズムクイーンシリーズ
冬季に集中開催される一連のソロ大会の総称。各大会の優勝賞品として様々なウェディングコーデが用意されており、このシリーズ最終戦が女子プリズム界の頂点・プリズムクイーンを決定するプリズムクイーンカップとされている。シリーズに限らずシーズン外の主要大会や日本国外で開催される一部の大会もポイント認定対象となっており、累計ポイントが上位の4名にプリズムクイーンカップ出場権が与えられる。
ピュアプレミアムウェディングカップ（第41話）
ウィンタースノーカップ（第42話）
アクアリウムカップ（第43話）
フェブラリープリンセスカップ（第44話） ※結果のみ
ミレニアムキャピタルカップ（第44話） ※結果のみ
バレンタインカップ（第44話）
ピュアフレッシュウェディングカップ（第40話） ※回想

## プリズムジャンプ
プリズムジャンプ（Prism Jump）はプリズムショーにおける最大の見せ場であり、競技者の身体能力とファッションセンスにより様々なバリエーションのジャンプが存在する。必ずプリズムストーンの衣装を使わなければジャンプが飛べない訳ではなく、競技者の能力やセンス次第では既製服であっても発動する場合が有る。アニメでは男子のジャンプやDuo・Trioジャンプなどを除き、大部分はゲーム中に登場するジャンプが使用されている。

### ソロジャンプ
個人技のプリズムジャンプ。各ジャンプの派生バージョンや、2人で跳ぶDuo・3人で跳ぶTrioバージョンが存在する場合は併記する。
フレッシュフルーツバスケット
あいら（第1話、第3話、第5話、第7話、第12話、第31話、第35話、第41話）、かなめ（第42話、第47話）
フレッシュフルーツパラダイス
あいら（第47話、第50話）
跳躍と同時に色とりどりのフルーツが拡散され着地後に再度、回転しながら跳躍するジャンプ。デビュー当日に公演の会場から姿を消したみおんの代役として訳がわからないまま純に会場へ連れて来られたあいらが「服の声を聞け」と言う純のアドバイスに従って発動した。デビュー直後のあいらはその後のプリズムショーでも「運が良ければフレッシュフルーツバスケットが跳べる」不安定な状態がしばらく続いていたが、第41話では観客が拡散されたフルーツを手に取って食することが出来るほどまでに完成度が向上している。
ハートフルスプラッシュ
ソロ：りずむ（第2話、第4話、第6話）、あいら（第9話）、ティアラカップ予選出場者（第11話）
Duo：あいら・りずむ（第27話）
アクセル状態から真上に回転しながら跳躍し、両手の親指と人差し指でハート型を作って着氷後に決めポーズを取ると大量のハートが拡散されるジャンプ。ダンススクール練習生のりずむが自ら志願し、みおんの代役としてあいらと共にデビューした後に2回目のプリズムショーで初めて跳んだプリズムジャンプである。第9話ではあいらが、第11話ではモブキャラクターとして扱われているティアラカップ予選出場者の1人が跳んでおり、プリズム界では基礎的なジャンプの一つであることがうかがえる。
カラフルチョコパレード
ソロ：りずむ（第4話、第9話）
Duo：あいら・りずむ（第15話）
バレンタインスイーツパレード
あいら（第44話）
アクセル状態から真上に回転しながら跳躍する所まではハートフルスプラッシュに似ているが、空中で両手両足を大の字に広げる決めポーズを取ると大量のマーブルが拡散し、着氷の軌道に沿って板チョコの壁がせり上がって来るジャンプ。第15話ではあいらとりずむのDuoバージョンも披露している。第44話のバレンタインスイーツパレードはあいらがバレンタインカップで披露したバレンタインデー仕様の派生バージョン。
胸キュン体験
あいら（第4話、第8話、第34話）
りずむ（第43話）
空中で静止し、恋心から生まれた巨大なハートを背景にポーズを決めて着氷し、そのままリンクの上にもハート型の軌跡を描き出す。第4話放送時に文字多重放送で挿入された字幕が誤っていたことが原因で、一時「胸キュンハンターずっきゅん」とも呼ばれていた。
FUNFUNハートダイブ!
りずむ（第6話、第12話、第14話）
スマイルハートダイブDuo
Duo：セレナ・かのん（第32話）
スマイルスマイルハートダイブ
かのん（第43話）
跳躍した後に宙返りを決め、光るハートで形成された渦の中心に頭から飛び込んで行き着氷寸前に体勢を整えてフィニッシュを決めるジャンプ。最初に披露した第6話と第12・14話では演出が大きく異なっているが、これは第6話のプリズムショーが母の日のイベントであったことから無数のカーネーションを投げる演出がプラスされたもので本来のパターンは第12・14話の方に近いと思われる。
: 派生形のスマイルハートダイブはセレナのボケ「どないやねん!」とかのんのツッコミ「なんでやねん!」をぶつけ合って跳躍し、FUNFUNハートダイブと同様に2人で渦の中心に頭から飛び込んで行き着氷寸前に体勢を整えてフィニッシュを決める。かのんが第43話で披露したソロバージョンは、Duoバージョンよりも後で登場した。
スターダストシャワー
ソロ：りずむ（第7 - 8話、第11話）、みおん（第14話）
Duo：あいら・りずむ（第19話）
スターダストシャワー・パーフェクト
りずむ（第24話、第35話）、かなめ（第42話）
スーパースターダストシャワー
りずむ（第42話、第46話）
白色の光を放つ無数の隕石を降らせ、その内の一つに飛び乗りビールマンスピンで勢いを付けながら着氷するジャンプ。主にりずむが披露するジャンプであるが第14話ではみおんが跳んでおり、第19話ではあいら・りずむのDuoバージョンも披露している。上位バージョンとして、スターダストシャワー・パーフェクトとスーパースターダストシャワーも存在する。
ハッピーマカロンスピン
りずむ（第9話、第12話）
FUNFUNハートダイブとは逆に、両手を拡げて回転しながら色とりどりのマカロンが形成する渦の頂点まで跳躍し空中でマカロンの1つを手に取ってそのまま口に入れ、ポーズを決めるジャンプ。アニメ以外では、ぷっちぐみ版の漫画でみおんが披露している。
ラブリーレインボー
あいら（第10 - 11話）、かのん（第43話）
跳躍してムーンサルト体勢のまま空中に虹のアーチを描いて着氷し、空から無数に降って来る傘の柄を掴んでポーズを決めるジャンプ。第43話でかのんが披露したバージョンでは、洋傘（アンブレラ）でなく和傘が降って来る。
ブロンズスパイラル
ティアラカップ予選出場者（第11話）
ゲームではブロンズデビュー〜トップブロンズのランク保有者が跳べる、ドレミファスライダー（後述）に似た軌道上を回転しながら滑るジャンプだがアニメではモブキャラクターとして扱われているティアラカップ予選出場者の1人が止め絵で披露しているため、詳細は不明。ゲームでは上位ジャンプとして、それぞれランクに対応したシルバースパイラル・ゴールドスパイラル・プラチナスパイラルも存在する。
ミス・フェアリーガール
あいら（第41話、第46話、第47話）、ティアラカップ予選出場者（第11話）
第11話でモブキャラクターとして扱われているティアラカップの予選出場者が披露したのが初出。ゲームでは空中にハート型の軌道を描いて一気に加速し着氷後は胸キュン体験と同じ要領でリンク上にハート型の軌跡を描き出すジャンプであるが、第41話であいらが披露した際は背中に生えた妖精の羽でリンクの上空を一周しながら観客席にハートを振りまくアクションが追加されている。
ヒラヒラヒラクこいのはな
ソロ：あいら（第12話、第34話）
Duo：あいら・みおん（第24話）
ティアラカップ決勝でプリズムストーンを盗まれるアクシデントに見舞われ、決勝で使用するつもりであったストーンをりずむに貸し出し普段着で出場することを決めたあいらが初めてスターオーラを発動した状態で跳び、優勝を決めたジャンプ。空中で静止したまま手のひらから光を放ち、その光が次々に花開いてカラフルチョコパレードに似た決めポーズと共に拡散、そのまま花で作られた絨毯へ背中からダイブする。第24話ではみおんとのDuoバージョンも披露した。
ドレミファスライダー
ソロ：みおん（第12話、第14話、第22話）
Trio：あいら・りずむ・みおん（第24 - 25話、第35話）
ティアラカップであいらが優勝を決めた余韻も覚めやらぬ中、失踪状態から復帰したみおんが飛び入りで会場をジャックした際に披露したジャンプ。ジェットコースターのように曲がりくねった鍵盤や16分音符を模したジャンプ台を楽しげに滑り降りて行く。第24話以降ではMARs全員のTrioバージョンも披露している。
ゴールデンスターマジック
みおん（第12話、第16話、第22話）
みおんがティアラカップ会場をジャックした際、フィニッシュで使用したジャンプ。ゲームではランクを上げるとミス・フェアリーガールの上位ジャンプとして登場。空中に☆型の弧を描き、一気に加速を付けて☆の中央を通り抜けると無数の星が空から降り注ぐ演出もミス・フェアリーガールとほぼ共通している。
ときめきメモリーリーフ
みおん（第14 - 16話）
ゲームではフライハイ! チアガール!（後述）の上位ジャンプとして、おしゃれランクを上げると登場するジャンプ。跳躍しながら変わりゆく四季の山々を背景に空中でゆっくりと回転し、冬の終わりと共に着氷してフィニッシュを決めると新緑の木々が芽生える。
クリスタルスプラッシュ
あいら（第19話）
サマークイーンカップ出場者を決める最終試験の実演であいらが披露したジャンプ。ゲームではランクを上げるとハートフルスプラッシュの上位ジャンプとして登場する。背景がハートでなく星に変わっており、ハートの代わりにプリズムストーンが降り注ぎ着氷後にカラフルチョコパレードと同様の決めポーズを取ってプリズムストーンを拡散させる。
ポップンキャンディロケット
ソロ：りずむ（第19話、第23話）
Duo：あいら・りずむ（第25話）
ラブラブキャンディロケット
りずむ（第43話）
サマークイーンカップ出場者を決める最終試験の実演でりずむが披露したジャンプで、今日子の説明では上級者の技能である二段ジャンプの応用技とされる。夜空に浮かぶ巨大なキャンディを蹴り上げて中に詰まった小さなキャンディを拡散させるアクションを合図に発射される何機ものロケットに合わせて軌道を描き、そのまま空高く飛び上がって成層圏外へ突き抜けて行くロケットの一群を見送りながら宙返りでフィニッシュを決める。第25話ではあいらとりずむのDuoバージョンが、第43話ではりずむのソロで派生形のラブラブキャンディロケットが披露された。
ハットトリックスター
Duo：セレナ・かのん（第21話、第27話、第32話）
ハットトリックスター・ファンタジスタ
セレナ（第45話）
サマークイーンカップ決勝でせれのんが披露した荒技のDuoジャンプ。次々に飛んで来るサッカーボールをセレナが1点目、かのんが2点目をゴールへ蹴り返し、3点目はセレナとかのんが同時にオーバーヘッドキックで決めるとゴールが大爆発を引き起こす。ソロバージョンのファンタジスタはセレナの蹴った球が三分裂して猛虎が雄叫びを上げ、野球場のスコアボードに三連弾を命中させてジェット風船が乱舞する。
プリズムレインボーハリケーン
Duo：セレナ・かのん（第21話、第27話）
Trio：セレナ・かのん・かなめ（第37話）
プリズムシャイニングハリケーン
セレナ（第45話）
アニメオリジナル。サマークイーンカップ決勝でせれのんがフィニッシュに披露し、逆転優勝を決めたDuoジャンプ。セレナがバトポンを振りかざして「サザンストーム」、かのんが同様にバトポンを振りかざして「ノーザンストーム」と叫んで雷（いかづち）を召喚し、互いの手を重ね合わせて合図を発すると2色の雷鳴が曇天を切り裂いて七色の竜巻が雲を吹き飛ばして行き、最後は晴れ渡る青空に掛かる虹を背景にポーズを決める。
第37話のハイヒールカップではかなめを加えて3人でプリズムレインボーハリケーン・マキシマムに挑んだが、フィニッシュ寸前にかなめがそなたの指示でオーロラライジング（未完成）を発動させたために失敗となり、サマークイーンカップに続くタイトル獲得はならなかった。
ドルフィンビーナス
りずむ（第27話、第42話）
ゲーム中での表記は「ドルフィンヴィーナス」。海底から一直線に勢いを付けて水面に飛び上がり、イルカの大群を呼び寄せるジャンプ。テレビ番組の企画でサイパン島の近海に出現する額にハート模様の有る伝説のイルカを探している途中、ワイヤーに絡まって動けなくなっていたハシナガイルカの子供・くちばし（声 - 中嶋アキ）を保護したことが動機となって習得した。
はちみつキッス
みおん（第28話、第35話、第40話）
甘い蜂蜜を彷彿とさせるセクシーポーズから投げキッスを放つジャンプ。MARsが番組取材で訪れた、昔ながらの味にこだわる秋葉原の老舗カレー店「一徹カレー」の店主（声 - 島田敏）がみおんの説得を受けて足を運んだプリズムショーでこのジャンプに感銘を受け、従来はインド式カレー一品のみであった店のメニューに「はちみつキッスカレー」が新たに加わった。
プラチナスパイラル
富樫かりな（第40話）
ブロンズスパイラル（前述）など4種類が存在するスパイラル系ジャンプの最上位。現プリズムクイーン・富樫かりなの決め技となっている。
ミラクルマキアート
みおん（第40話）
ゲームではスパイラル系ジャンプの一種だが、アニメではゴールデンスターマジックに似た演出で回転するコーヒーカップの間を通り抜けて五芒星の軌道を描き、カップに注がれたカフェラテの上にシロップで五芒星を描いてフィニッシュを決める。
シャイニーダイヤモンドダストバーニング
みおん（第45話）
アニメオリジナル。オーロラライジングを超える新ジャンプの開発を目指すみおんがスケート座の女神ゆかりの古代遺跡を訪れた後にアルゼンチンカップで初めて披露した新ジャンプ。凍てついた湖面が割れて噴火する勢いに乗り、空高く舞い上がってダイヤモンドダストの輝きをまといながら着氷する。
エターナルビッグバン
みおん（第50話）
プリズムクイーンカップにてみおんが「オーロラライジングを超えるジャンプ」として披露した新ジャンプ。このジャンプを擁して演技したみおんは、10000カラットの「フルマーク（満点）」を獲得している。
オーロラライジング
そなた（第13話）（第49話）、かなめ（第37話、第47話、第49話）、りずむ（第48話）
オーロラライジングファイナル
りずむ（第49話）
オーロラライジングドリーム
あいら（第50話）
ダンス指導者・ケイが考案したとされる「幻のジャンプ」。過去に元プリズムクイーンの阿世知今日子を始めとする数多くのプリズムスタァが挑戦したものの成功者は男子では皆無、女子でも神崎そなた1名のみとされる。中にはオーロラライジングに失敗したことが原因で心身に重大なダメージを負って選手生命を絶たれた者も少なくないとされ、一般には「唯一の成功者」として扱われているそなた自身もチャンピオンシップで飛んだオーロラライジングは「未完成の状態」と認識していた。考案者のケイ曰く「真剣にプリズムショーを愛し、リンクとエンゲージした花嫁」だけが飛べるとされている。第25話でりずむはあいらが貸し出しを申し出たティアラの着用を辞退し、独学で得た知識のみを基に挑戦したが全く発動には至らず、ジャンプ中に意識を失いかけて間一髪の所を純に救い出された。
第37話ではせれのんと組んでハイヒールカップでデビューしたかなめが、せれのんの特任コーチに就任したそなたの合図でプリズムレインボーハリケーン・マキシマム（前述）のフィニッシュ寸前に未完成バージョンを発動させたが、周囲を巻き込んだ突発的な事故のように扱われており採点対象にはならなかった。

#### Callingsのジャンプ
いずれも第10話と第30話でそれぞれ1シーンのみ登場しただけに留まっており、詳細は不明。
シューティングスタースパイラル
ヒビキ（第10話）
ハートウォーミングシャワー
ワタル（第10話）
ムゲンハグ
ショウ（第10話）
2011年9月4日にパセラリゾーツで開催されたイベントでは、ゲームでMARsチームに負けたCallingsチームの声優に「プリズムジャンプ実演」が罰ゲームとして課されたことからショウ役の近藤隆がムゲンハグの実演を披露した。
マ・ナ・ザ・シ
ショウ（第30話）
スウィートスウィートウィスパー
ヒビキ（第30話）
デンジャラスベイビーフェイス
ワタル（第30話）

### Duoジャンプ
以下は2人同時に跳ぶDuoジャンプ（デュオ技）である。ソロジャンプのDuoバージョン、ソロバージョンの派生形が存在するDuoジャンプについては省略する。
チカラ合わせて! ワンダースイーツShow
あいら・りずむ（第17話）
ペアチアマスコットの喧嘩が原因で厨房が使えなくなり、みおんの発案でランドマークプラザのPrism Stoneに臨時出店することになった『Haru no Soraoto』のPRに伴うプリズムショーであいらとりずむが披露したDuoジャンプ。シェフ帽をかぶって互いのバトポンを交換し、あいらの軌跡に合わせて形成されるスポンジケーキにりずむがフルーツを盛り付けて巨大なデコレーションケーキを完成させる。
ココロ重ねて! ハートアーチファンタジー
あいら・りずむ（第18話、第28話）、りずむ・みおん（第29話）
社長に命じられて急遽、出演することになった夏祭りのステージでPrism Stone新作の浴衣を着たあいらとりずむが披露したDuoジャンプ。互いのバトポンを交換してポーズを決め、同時にハート型の弧を描いて行く。
フライハイ! チアガール!
あいら・りずむ（第20 - 21話、第25話）、あいら・みおん（第24話）
ゲームではソロ技も存在するが、アニメではDuoジャンプとしてのみ登場。バトポンを使用した際の基礎とも言える技として扱われている。互いのバトポンを交換して跳躍し一旦、星型のトランポリンに着地した後にそのまま上空へ高々と飛び上がり、手を繋ぎながらリンクを目がけてスカイダイビングする。

### Trioジャンプ
3人同時に跳ぶジャンプ。全てアニメオリジナル。ソロジャンプのTrioバージョンについては省略する。
チアフルHip Hop Win!
MARs（第29話、第33話、第35話）
Duo：あいら・かなめ（第36話）
フライハイ! チアガール!をさらに高度化したような技で、雲の上へ突き抜けてりずむとみおんがバトポンをクロスさせ、そのクロス部分を踏み台にしてセンターのあいらがさらに高く跳躍し、最後に空中でプリティートーチ（バトポンを縦に持って斜め上に掲げ、先端のポンポン部分を一点に集中するアクション）を決める。第36話では、あいらとかなめのDuoバージョンも登場した。
ドキドキハロウィンナイト
MARs（第30話）
元町商店街で開催されたハロウィン祭を締めくくるプリズムショーで披露したジャンプ。無数の幽霊が飛び回る中を3人で洋館の屋根や三日月へ次々に飛び移り、三日月が海へ沈むと太陽が顔を出して幽霊を消滅させる。
ビタミンガーデンサンシャイン
MARs（第31話）
フレッシュフルーツバスケットの上位バージョンのような、色とりどりの緑黄色野菜を拡散させるジャンプ。Prism Stoneのデザインコンテスト受賞作の発表に際し、ふれあがデザインしたビタミンカラーの衣装でこのジャンプを披露した。
MARsフェニックス
MARs（第37話）
一度見た技能を自分のものにしてしまうかなめがハイヒールカップでデビューし、MARsと対戦することを知らされて恐怖心からプリズムジャンプが跳べなくなったあいらがみおんとりずむの激励で再起し、ハイヒールカップで当初の予定を変更して披露したジャンプ。ポップキャンディロケットの上位バージョンのようなアクションで、ロケットの軌道に合わせて3人で大気圏外へ飛び出し火星（Mars）を背景に不死鳥の羽を拡げてフィニッシュを決める。
ミラクルスノークリスマス
MARs（第38話）
1年の締めくくりとなるクリスマスのプリズムショーで披露したジャンプ。3人のジャンプがクリスマスツリーをイメージした軌道を描き、ツリーの頂点でバトポンを振りかざすと2体の雪だるまが現れて一面に雪の結晶が降りそそぐ。

## スタッフ
- 原作 - タカラトミー・シンソフィア
- 監督 - 菱田正和
- 副監督 - 京極尚彦（第40話 - ）
- シリーズ構成 - 赤尾でこ
- キャラクター原案・第3期エンディング原画 - 渡辺明夫
- キャラクターデザイン・オープニング作画監督 - 川島尚
- プロップデザイン - 中山初絵、池田有、高瀬健一
- 色彩設計 - 赤間三佐子
- CGディレクター - サトウユーゾー → 乙部善弘
- 美術監督 - 高橋麻穂
- 撮影監督 - 田沢二郎
- 編集 - 坂本雅紀
- 音響監督 - 長崎行男
- 音楽 - 長岡成貢
- 音楽プロデューサー - 池畑伸人
- アニメーションプロデューサー - 吉田昇一（タツノコプロ）
- アソシエイトプロデューサー - 岩瀬智彦（エイベックス・エンタテインメント）、中村美喜子、加藤大典
- プロデューサー - 小林教子 → 松本裕子（テレビ東京）、鈴木祐治（タカラトミー）、高橋知子（NAS）
- アニメーション制作 - タツノコプロ
- アニメーション制作協力 - ブリッジ
- 実写パート構成 - 今井舞
- 実写パート演出 - 葛西愛子
- 実写パート美術 - トリオザパンチ
- 実写パート技術 - フォーチューン
- 実写パート撮影スタジオ - 麹町スタジオ
- 実写パート撮影協力 - エイベックス・アーティストアカデミー
- 実写パート編集 - ザ・チューブ
- 実写パートプロデューサー - 本田智浩（フォーサム）、山本和夫（ドラマデザイン社）
- 実写パート制作 - フォーサム
- 実写パート制作協力 - ドラマデザイン社
- 製作 - テレビ東京、プリティーリズム・オーロラドリーム製作委員会

久保弥 → 熊倉和男、横溝昌司（タカラトミー）
齊藤淳、田中宏幸（エイベックス・エンタテインメント）
秋間眞良 → 番泰之（テレビ東京）
佐川佑子（NAS）
山崎義一 → 吉田健人
丸澤滋（小学館）
吉田秀司（シンソフィア）
崔信奎（SONOKONG）

## 主題歌・挿入歌
発売は特に注記の無い限りDIVE II entertainment。

### オープニングテーマ
第1 - 29話「You May Dream」
作詞 - 池畑伸人 / 作曲・編曲 - 長岡成貢 / 歌 - LISP（阿澄佳奈・片岡あづさ・原紗友里）
第30話 - 第51話 「1000%キュンキュンさせてよ♥」
作詞 - 池畑伸人 / 作曲・編曲 - 長岡成貢 / 歌 - プリティーリズム☆オールスターズ（阿澄佳奈・原紗友里・片岡あづさ・米澤円・明坂聡美）
最終話ではアバンタイトルなしでオープニングが流れた。

### エンディングテーマ
第1・第2クールはエンディング曲を歌っているグループの実写PVにペアチアマスコットのアニメーションを組み合わせたものとなっていたが、第3クールはアニメーション映像が使用されていた。第4クールは再びエンディング曲を歌っているグループの実写PVの映像が使用されている。
第1 - 13話「Happy GO Lucky! 〜ハピ☆ラキでゴー!〜」（iDOL Street）
作詞 - 池畑伸人 / 作曲・編曲 - 長岡成貢 / 歌 - SUPER☆GiRLS
エンディング映像は3DCGを使用したPV。
第14 - 26話「We Will Win! -ココロのバトンでポ・ポンのポ〜ン☆-」（avex trax）
作詞 - 池畑伸人 / 作曲・編曲 - 長岡成貢 / 歌 - 東京女子流
エンディング映像はバトポンの実演を織り込んだPV。
第18 - 20・24・31・34・35話においては挿入歌としても使用されている（第24話まで挿入歌としてのクレジットは無かったが第31話からクレジットされるようになった）。
第27 - 39話「プリティーリズムでGo!」
作詞 - 池畑伸人、AKIRASTAR / 作曲 - AKIRASTAR / 編曲 - 大谷靖夫 / 歌 - MARs（C.V.阿澄佳奈・原紗友里・片岡あづさ）
エンディング映像は渡辺明夫の原画をペープサート状で動かしたアニメーション。
第40話 - 第51話「Everybody's Gonna be Happy」
作詞 - 池畑伸人 / 作曲・編曲 - 長岡成貢 / 歌 - Prizmmy☆

### 挿入歌
以下の曲を収録したCDについては、プリティーリズム・オーロラドリームのディスコグラフィを参照。
「1/1000永遠の美学」
作詞 - 池畑伸人・長岡成貢 / 作曲・編曲 - 長岡成貢 / 歌 - Callings ショウ・ヒビキ・ワタル（C.V.近藤隆・KENN・岡本信彦）
ライブチック・キャラクターソングCD act.4収録。
「めらめらハートが熱くなる」
作詞 - 池畑伸人 / 作曲・編曲 - 大谷靖夫 / 歌 - MARs あいら・りずむ・みおん（C.V.阿澄佳奈・原紗友里・片岡あづさ）
ライブチック・キャラクターソングCD act.5収録。本編中では、第15話でペンギン先生が作曲し、みおんが作詞をした設定となっている。
「Dream Goes On」
作詞 - 池畑伸人 / 作曲・編曲 - 長岡成貢 / 歌 - 春音あいら（C.V.阿澄佳奈）
ライブチック・キャラクターソングCD act.1収録。
「ココロ充電!」
作詞 - 池畑伸人 / 作曲・編曲 - 長岡成貢 / 歌 - 天宮りずむ（C.V.原紗友里）
ライブチック・キャラクターソングCD act.2収録。
「Switch On My Heart」
作詞 - 池畑伸人 / 作曲・編曲 - 長岡成貢 / 歌 - 高峰みおん（C.V.片岡あづさ）
ライブチック・キャラクターソングCD act.3収録。
「Never Let Me Down 〜がんばりやぁ!〜」
作詞 - 池畑伸人 / 作曲・編曲 - 長岡成貢 / 歌 - せれのん 城之内セレナ・藤堂かのん（C.V.米澤円・明坂聡美）
2011年9月よりレコチョク・アニメロミックスなどのサイトで着うた・着うたフルの先行配信が実施されている。
「愛しのティンカーベル」
作詞 - 池畑伸人・長岡成貢 / 作曲・編曲 - 長岡成貢 / 歌 - Callings ショウ・ヒビキ・ワタル（C.V.近藤隆・KENN・岡本信彦）
本曲も2011年9月よりレコチョク・アニメロミックスなどのサイトで着うた・着うたフルの先行配信が実施されている。
「Hop! Step!! Jump!!!」
作詞 - 池畑伸人 / 作曲・編曲 - 長岡成貢 / 歌 - MARs あいら・りずむ・みおん（C.V.阿澄佳奈・原紗友里・片岡あづさ）
TSUTAYA限定のレンタル専用盤「プリティーリズム・オーロラドリーム スペシャルCD 3」に先行して収録され、その後サウンドトラック『プリティーリズム・オーロラドリーム プリズム☆ミュージックコレクション』に再録された。
「Shall We Go?!」
作詞 - 池畑伸人 / 作曲・編曲 - 長岡成貢 / 歌 - 久里須かなめ（C.V.伊藤かな恵）
「Wonderful World」
作詞 - 池畑伸人 / 作曲・編曲 - 長岡成貢 / 歌 - 城之内セレナ（C.V.米澤円）
「Don't Give Up」
作詞 - 池畑伸人 / 作曲・編曲 - 長岡成貢 / 歌 - 藤堂かのん（C.V.明坂聡美）
「Dreamin' Boys&Girls」
作曲・編曲 - 菅原幸枝
ゲーム中でショッピングモールのBGMとして使用されている曲。実写パートでダンスの課題曲となっている。
「Step! Step! Step!」
作曲・編曲 - 菅原幸枝
ゲーム中でプリズムアリーナのBGMとして使用されている曲。実写パートでダンスの課題曲となっている。
「D@nce 〜魔法のグルーヴ〜」
作曲・編曲 - 菅原幸枝
ゲーム中でプラネタリウムのBGMとして使用されている曲。実写パートでダンスの課題曲となっている。

## 各話リスト
| 話数   | サブタイトル                                        | 脚本     | 絵コンテ        | 演出     | 作画監督                                    | 放送日 (TXN)   |
| ------ | --------------------------------------------------- | -------- | --------------- | -------- | ------------------------------------------- | -------------- |
| 第1話  | スタア誕生!                                         | 赤尾でこ | 青葉譲          | 京極尚彦 | 池田有、稲吉朝子 空流辺広子、しんぼたくろう | 2011年 4月09日 |
| 第2話  | りずむ、心のジャンプ!                               | 赤尾でこ | 青葉譲          | 徳本善信 | 森本由布希                                  | 4月16日        |
| 第3話  | これがコーチ!? ラビチとベアチ                       | 伊福部崇 | 藤原良二        | 関田修   | 窪敏、田中正之                              | 4月23日        |
| 第4話  | イースターは胸キュン体験!                           | 坪田文   | 殿勝秀樹        | 殿勝秀樹 | 空流辺広子                                  | 4月30日        |
| 第5話  | パパにはナイショでファッションショー                | 田口智子 | 矢花馨          | 矢花馨   | 石井ゆみこ                                  | 5月07日        |
| 第6話  | プリズムの輝きはいつもここに                        | 井内秀治 | 井内秀治        | 岩田義彦 | 加野晃                                      | 5月14日        |
| 第7話  | 絶交!? あいらとりずむの大ゲンカ                     | 村上桃子 | 青葉譲          | 小林浩輔 | 日高真由美、古池敏也                        | 5月21日        |
| 第8話  | りずむピンチ! お勉強大作戦                          | 伊福部崇 | 藤原良二        | 徳本善信 | しんぼたくろう                              | 5月28日        |
| 第9話  | 学園祭と秘密の約束                                  | 坪田文   | 誌村宏明        | 加藤顕   | 池田有、村上やすひと 川島尚                 | 6月04日        |
| 第10話 | 雨のちラブリーレインボー                            | 田口智子 | 近藤信宏        | 矢花馨   | 森本由布希                                  | 6月11日        |
| 第11話 | 開幕! ティアラカップ                                | 赤尾でこ | 石踊宏          | 関田修   | 空流辺広子                                  | 6月18日        |
| 第12話 | 勝利の栄冠（ティアラ）は誰の手に!?                  | 赤尾でこ | 京極尚彦        | 京極尚彦 | 石井ゆみこ                                  | 6月25日        |
| 第13話 | アンディの涙                                        | 井内秀治 | 井内秀治        | 関田修   | 竹知仁美                                    | 7月02日        |
| 第14話 | みおんスイッチオン                                  | 村上桃子 | 本田敬一 川島尚 | 徳本善信 | 本田敬一                                    | 7月09日        |
| 第15話 | めらめらハートがあつくなる!                         | 伊福部崇 | 藤原良二        | 江島泰男 | 村上やすひと、空流辺広子                    | 7月16日        |
| 第16話 | ネコチの試練                                        | 田口智子 | 近藤信宏        | 岩田義彦 | 加野晃                                      | 7月23日        |
| 第17話 | ハピラキサマーはケーキで特訓!                       | 坪田文   | 矢花馨          | 小林浩輔 | 日高真由美、古池敏也                        | 7月30日        |
| 第18話 | 夜空に花咲く恋ゴコロ                                | 村上桃子 | 徳本善信        | 徳本善信 | しんぼたくろう                              | 8月06日        |
| 第19話 | デュオ決定! 運命のガールズ・デート                  | 伊福部崇 | 藤原良二        | 加藤顕   | 池田有、空流辺広子                          | 8月13日        |
| 第20話 | ライバルは関西っ娘! セレナとかのん登場!!            | 赤尾でこ | 京極尚彦        | 京極尚彦 | 石井ゆみこ、本多みゆき 星野玲香             | 8月20日        |
| 第21話 | 嵐のサマークイーンカップ                            | 赤尾でこ | 青葉譲          | 関田修   | 空流辺広子                                  | 8月27日        |
| 第22話 | スケート座の祝福を君に!                             | 坪田文   | 矢花馨          | 酒井和男 | 糸島雅彦                                    | 9月03日        |
| 第23話 | MARsドキドキ芸能界デビュー                          | 田口智子 | 近藤信宏        | 江島泰男 | 村上泰民、小林亮                            | 9月10日        |
| 第24話 | 修学旅行でお笑い対決                                | 村上桃子 | 石踊宏          | 三好正人 | 森本由布希                                  | 9月17日        |
| 第25話 | 友情の誓い! オーロラの翼                            | 井内秀治 | 藤原良二        | 徳本善信 | 柳瀬譲二、空流辺広子                        | 9月24日        |
| 第26話 | こねてまとめる! 勝負のプリティーレシピ              | 赤尾でこ | 青葉譲          | 青葉譲   | 川島尚                                      | 10月01日       |
| 第27話 | 南国ビーチのドルフィンビーナス                      | 伊福部崇 | 誌村宏明        | 関田修   | 空流辺広子、工藤利春                        | 10月08日       |
| 第28話 | 頑固オヤジにはちみつキッス                          | 坪田文   | 藤原良二        | 根岸宏樹 | 玉利和枝                                    | 10月15日       |
| 第29話 | トリオでジャンプ! Hip Hop Win!                      | 井内秀治 | 井内秀治        | 徳本善信 | しんぼたくろう                              | 10月22日       |
| 第30話 | ドキドキハロウィンはときめきじゃナイト☆             | 坪田文   | 京極尚彦        | 京極尚彦 | 石井ゆみ子                                  | 10月29日       |
| 第31話 | あいらとふれあ、コラボっちゃお♥                     | 田口智子 | 藤原良二        | 加藤顕   | 池田有                                      | 11月05日       |
| 第32話 | 爆笑! せれのん浅草漫才修行                          | 伊福部崇 | 徳本善信        | 徳本善信 | 伊藤大翼、稲吉朝子 空流辺広子               | 11月12日       |
| 第33話 | あいら in ワンダーガール                            | 赤尾でこ | 近藤信宏        | 関田修   | 空流辺広子                                  | 11月19日       |
| 第34話 | これって恋!? 芸能界ラブバトル                       | 村上桃子 | 矢花馨          | 矢花馨   | 糸島雅彦                                    | 11月26日       |
| 第35話 | MARsドリームライブ!                                 | 坪田文   | 藤原良二        | 小林浩輔 | 日高真由美、古池敏也                        | 12月03日       |
| 第36話 | かなめは天使（エンジェル）? それとも悪魔（デビル）? | 赤尾でこ | 青葉譲          | 徳本善信 | しんぼたくろう                              | 12月10日       |
| 第37話 | 激闘! クリスタルハイヒールカップ                    | 赤尾でこ | 青葉譲          | 京極尚彦 | ワタナベケンイチ、藤田明                    | 12月17日       |
| 第38話 | ミラクル・スノーの降る夜に                          | 井内秀治 | 井内秀治        | 根岸宏樹 | 玉利和枝                                    | 12月24日       |
| 第39話 | 新春特番・プリズムショーの魅力に迫る!               | 坪田文   | 徳本善信        | 徳本善信 | 池田有                                      | 2012年 1月07日 |
| 第40話 | それぞれの決意                                      | 伊福部崇 | 青葉譲          | 徳本善信 | 石井ゆみ子                                  | 1月14日        |
| 第41話 | ピュアプレミアムウェディングの願い                  | 赤尾でこ | 矢花馨          | 三好正人 | 森本由布希                                  | 1月21日        |
| 第42話 | りずむとそなた、運命の再会                          | 田口智子 | 藤原良二 青葉譲 | 関田修   | 空流辺広子                                  | 1月28日        |
| 第43話 | 友情のピュアホワイトウェディング                    | 村上桃子 | 誌村宏明        | 加藤顕   | 奥野浩行                                    | 2月04日        |
| 第44話 | スイート&ビターバレンタイン                         | 赤尾でこ | 青葉譲          | 徳本善信 | しんぼたくろう                              | 2月11日        |
| 第45話 | 光訪ねてブエノスアイレス                            | 坪田文   | 京極尚彦        | 京極尚彦 | ワタナベケンイチ                            | 2月18日        |
| 第46話 | 対決! あいらVSりずむ                                | 井内秀治 | 井内秀治 青葉譲 | 徳本善信 | 川島尚、伊藤大翼 糸島雅彦、しんぼたくろう   | 2月25日        |
| 第47話 | ファイナリストをかけて                              | 伊福部崇 | 藤原良二 青葉譲 | 綿田慎也 | Park Chan-Young、Cha Sang-Hoon 池田有       | 3月03日        |
| 第48話 | そなたの冬                                          | 坪田文   | 矢花馨 青葉譲   | 関田修   | 空流辺広子                                  | 3月10日        |
| 第49話 | 舞い上がれ! オーロラの翼                            | 赤尾でこ | 青葉譲          | 加藤顕   | 石井ゆみ子                                  | 3月17日        |
| 第50話 | 新プリズムクイーン誕生!                             | 赤尾でこ | 青葉譲          | 徳本善信 | 森本由布希                                  | 3月24日        |
| 第51話 | Dream goes on…                                      | 坪田文   | 京極尚彦        | 京極尚彦 | しんぼたくろう                              | 3月31日        |

## 放送局

### 日本国内での放送
| 放送地域       | 放送局                 | 放送期間                      | 放送日時                  | 系列                  | 遅れ             |
| -------------- | ---------------------- | ----------------------------- | ------------------------- | --------------------- | ---------------- |
| 関東広域圏     | テレビ東京             | 2011年4月9日 - 2012年3月31日  | 土曜 10:00 - 10:30        | テレビ東京系列        | 製作局           |
| 北海道         | テレビ北海道           | 2011年4月9日 - 2012年3月31日  | 土曜 10:00 - 10:30        | テレビ東京系列        | 同時ネット       |
| 愛知県         | テレビ愛知             | 2011年4月9日 - 2012年3月31日  | 土曜 10:00 - 10:30        | テレビ東京系列        | 同時ネット       |
| 大阪府         | テレビ大阪             | 2011年4月9日 - 2012年3月31日  | 土曜 10:00 - 10:30        | テレビ東京系列        | 同時ネット       |
| 岡山県・香川県 | テレビせとうち         | 2011年4月9日 - 2012年3月31日  | 土曜 10:00 - 10:30        | テレビ東京系列        | 同時ネット       |
| 福岡県         | TVQ九州放送            | 2011年4月9日 - 2012年3月31日  | 土曜 10:00 - 10:30        | テレビ東京系列        | 同時ネット       |
| 日本全域       | BSジャパン             | 2011年4月9日 - 2012年3月31日  | 土曜 10:00 - 10:30        | テレビ東京系列 BS放送 | 同時ネット       |
| 日本全域       | AT-X                   | 2011年4月17日 - 2012年4月8日  | 日曜 7:30 - 8:00          | CS放送                | リピート放送あり |
| 和歌山県       | テレビ和歌山           | 2011年4月18日 - 2012年4月16日 | 月曜 17:30 - 18:00        | 独立局                |                  |
| 日本全域       | GYAO!                  | 2011年5月20日 - 2012年4月13日 | 金曜 0:00 更新            | ネット配信            |                  |
| 日本全域       | テレビドガッチ         | 2011年5月20日 - 2012年4月13日 | 金曜 12:00 更新           | ネット配信            |                  |
| 日本全域       | バンダイチャンネル     | 2011年6月24日 - 2012年4月13日 | 金曜 12:00 更新           | ネット配信            |                  |
| 日本全域       | ニコニコチャンネル     | 2011年7月22日 - 2012年4月13日 | 金曜 21:00 更新           | ネット配信            |                  |
| 滋賀県         | びわ湖放送             | 2012年2月13日 - 2013年2月4日  | 月曜 17:15 - 17:45        | 独立局                |                  |
| 日本全域       | ディズニー・チャンネル | 2013年1月7日 - 3月18日        | 月曜 - 金曜 15:30 - 16:00 | BS/CS放送             |                  |

TXNネットワーク地上波6局では第16話、テレビ和歌山は第14話まで地上アナログテレビ放送を実施していた。テレビ東京系列地上波とBSジャパンがアニメを同時刻に揃って放送する事例は非常に珍しい。AT-Xは2011年4月10日放送開始予定であったが、テレビ東京系列・BSジャパンと同様に東日本大震災の影響で1週間遅れでの放送開始となった。また、テレビ東京のみ2011年4月12日から6月28日の間、火曜7:30 - 8:00に第12話までの再放送を実施していた。
字幕放送はTXN系地上波6局のみ実施。この6局では2011年10月15日放送の第28話よりデータ放送との連動が開始され、番組放送中にリモコン操作で着せ替え遊びをしてポイントを貯めると新しい衣装が追加されて行くミニゲームがプレイ可能となっていた。
ニコニコチャンネルではテレビ東京が開設しているあにてれチャンネル（7ch）でなく、独自にプリティーリズム・オーロラドリームチャンネル（60031ch）を開設。2012年9月には配信元の変更を受け旧チャンネル（60031ch）を閉鎖。新たに【新】プリティーリズム・オーロラドリームチャンネル（60375ch）が開設された。。旧チャンネル（60031ch）では動画の配信以外にGoogle Play Storeで春音あいら・天宮りずむ・高峰みおんのライブ壁紙アプリが販売されていたが、チャンネルの閉鎖とともに販売を終了した。2011年6月29日にはニコニコチャンネルでの放送開始とDVD発売を記念し、阿澄佳奈・原紗友里・片岡あづさ・近藤隆・KENN・岡本信彦と菱田監督が出演する特別番組がニコニコ生放送で配信された。

### 日本国外での放送
時間帯は全て現地時間。
 香港
2012年1月10日から7月3日無綫電視翡翠台にて、『星光少女』のタイトルで毎週火曜、水曜の17時20分-17時50分に放送。広東語 & 日本語二ヶ国語放送、繁体字字幕あり。
TVB兒童台
 台湾
2011年7月23日よりケーブルテレビの子供向け番組専門チャンネル・東森幼幼台で、いずれも「星光少女：極光之夢」の表題で放送されている。
 中国
Tudou（土豆網）がテレビ東京の許諾を得て2011年12月より『美妙旋律』の表題で公式ネット配信を実施している。
 韓国
2013年9月7日よりケーブルテレビのアニメ専門チャンネル・カートゥーン ネットワークで放送開始された。当初は、2011年1月の制作発表「2011年夏から放送予定」とアナウンスされていた。
東南アジア
2013年12月よりアニマックスで放送。
 イタリア
『Pretty Star: Sognando l'Aurora』のタイトルで、2014年6月よりケーブルテレビの子供向け番組専門チャンネル・Frisbeeで放送。
 シリア
『إيقاع جميلة الجزء الاول』のタイトルで、2018年よりケーブルテレビの子供向け番組専門チャンネル・スペース・トゥーンで放送。

## DVD / BD
avex movieより2011年7月22日にRhythm.1 - 3がセル・レンタル同時リリースされ、Rhythm.4・5以降は毎月第3 - 第5金曜日に2巻ずつの発売となる。
各巻に本編2話（25巻のみ3話）とDVDオリジナルのショートギャグアニメ「プリズム笑劇場」2本（25巻のみ3話、1話当たり2分）を収録。本放送では番組終了時の提供クレジット読み上げでプリズム笑劇場のカット（静止画）が背景に使用されてエンドカードの代用となっているが、2012年2月よりTXNの11ヶ月遅れで放送されるびわ湖放送（独立局）と同年7月からのAT-Xにおける再放送では笑劇場もCパート扱いで放送されている。
| 巻数     | 発売日             | 収録話      | 規格品番   |
| -------- | ------------------ | ----------- | ---------- |
| Rhythm1  | 2011年7月22日発売  | 第1 - 2話   | AVBA-49000 |
| Rhythm2  | 2011年7月22日発売  | 第3 - 4話   | AVBA-49001 |
| Rhythm3  | 2011年7月22日発売  | 第5 - 6話   | AVBA-49002 |
| Rhythm4  | 2011年8月26日発売  | 第7 - 8話   | AVBA-49015 |
| Rhythm5  | 2011年8月26日発売  | 第9 - 10話  | AVBA-49016 |
| Rhythm6  | 2011年9月30日発売  | 第11 - 12話 | AVBA-49068 |
| Rhythm7  | 2011年9月30日発売  | 第13 - 14話 | AVBA-49069 |
| Rhythm8  | 2011年10月28日発売 | 第15 - 16話 | AVBA-49076 |
| Rhythm9  | 2011年10月28日発売 | 第17 - 18話 | AVBA-49077 |
| Rhythm10 | 2011年11月25日発売 | 第19 - 20話 | AVBA-49100 |
| Rhythm11 | 2011年11月25日発売 | 第21 - 22話 | AVBA-49101 |
| Rhythm12 | 2011年12月21日発売 | 第23 - 24話 | AVBA-49118 |
| Rhythm13 | 2011年12月21日発売 | 第25 - 26話 | AVBA-49119 |

| 巻数     | 発売日            | 収録話      | 規格品番   |
| -------- | ----------------- | ----------- | ---------- |
| Rhythm14 | 2012年1月27日発売 | 第27 - 28話 | AVBA-49344 |
| Rhythm15 | 2012年1月27日発売 | 第29 - 30話 | AVBA-49345 |
| Rhythm16 | 2012年2月24日発売 | 第31 - 32話 | AVBA-49408 |
| Rhythm17 | 2012年2月24日発売 | 第33 - 34話 | AVBA-49409 |
| Rhythm18 | 2012年3月23日発売 | 第35 - 36話 | AVBA-49495 |
| Rhythm19 | 2012年3月23日発売 | 第37 - 38話 | AVBA-49496 |
| Rhythm20 | 2012年4月27日発売 | 第39 - 40話 | AVBA-49505 |
| Rhythm21 | 2012年4月27日発売 | 第41 - 42話 | AVBA-49506 |
| Rhythm22 | 2012年5月25日発売 | 第43 - 44話 | AVBA-49661 |
| Rhythm23 | 2012年5月25日発売 | 第45 - 46話 | AVBA-49662 |
| Rhythm24 | 2012年6月22日発売 | 第47 - 48話 | AVBA-49696 |
| Rhythm25 | 2012年6月22日発売 | 第49 - 51話 | AVBA-49697 |

上記以外に、TSUTAYA限定で2011年11月25日より同年12月稼働開始予定のゲーム・シーズン7の映像やプリズムメイツのバトポン実演などを収録した「プリティーリズム・オーロラドリーム おたのしみDVD」がレンタルされている。
2014年12月12日にBlu-ray BOX 1（EYXA-10134 - 10137）が、2015年3月13日にBlu-ray BOX 2（EYXA-10138 - 10141）がそれぞれ発売された。

## コミックス・関連書籍
特に注記の無い限り小学館発売。
ちゃお版
- 藤実リオ、原案：タカラトミー・シンソフィア 『プリティーリズム・オーロラドリーム』 小学館〈ちゃおコミックス〉、全2巻

1. 2011年11月6日初版発行（11月1日発売） ISBN 978-4-09-134089-4
2. 2012年5月2日初版発行（4月27日発売）  ISBN 978-4-09-134455-7

ぷっちぐみ版
- ぷぷぷBOOKS プリティーリズム・オーロラドリーム

2011年8月2日初版発行（7月28日発売） ISBN 978-4-09-751504-3
未就学〜小学校低学年の女児を対象にしたテレビ絵本。『ぷっちぐみ』で連載されているたちばな真未の漫画も一部収録されている。

## イベント・キャンペーン

### イベント
CD・DVD購入者特典イベント「みんなでコーリングス!! マーズでございマーズ。」
2011年9月4日に東京・銀座のパセラリゾーツ銀座店で開催。出演は阿澄佳奈・原紗友里・片岡あづさ・近藤隆・KENN・岡本信彦・千葉進歩・早水リサ・米澤円・明坂聡美と菱田監督。

### キャンペーン
あいらちゃん衣装デザインコンテスト
2011年7月22日のDVD1 - 3巻レンタル開始に合わせてTSUTAYAで配布された「キッズおたのしみブック」の読者を対象に開催。テーマなどの設定は特には無く、大賞作品の衣装はDVDに収録される「プリズム笑劇場」であいらが着る衣装として実際に使用された。
ウェディングドレスデザインコンテスト
小学館『ちゃお』『ぷっちぐみ』『幼稚園』『小学一年生』など7誌の2011年10月号において、合同で前年のファッションデザインコンテストに続いて開催。本編中であいらが着るウェディングドレスのデザインを公募。入賞作は第40話でプリズムクイーンシリーズ各大会の優勝賞品と並べられる形で本編に登場した。